# Derby Center
Derby Center – wieś w Stanach Zjednoczonych, w stanie Vermont, w hrabstwie Orleans.